# Regiones geográficas del Ecuador

Regiones Geográficas del Ecuador
Galápagos o Insular
Territorio que comprende el Archipiélago de Colón.
Costa del Pacífico o Litoral
Territorios litorales en litorales.
Territorios litorales en provincias no litorales.
Andes o Sierra
Territorios interandinos en provincias andinas.
Territorios interandinos en provincias no andinas.
Amazonía u Oriente
Territorios amazónicos en provincias amazónicos.
Territorios amazónicos en provincias no amazónicos.

La presencia de la cordillera de los Andes dio origen a la separación del país en tres regiones continentales, los límites entre cada región corresponde a la limitación provincial, es decir su definición es política, sin embargo en cada una de ellas existe características en la topografía y en el clima que las diferencia una de la otra, a estos tres conjuntos continentales se suma el archipiélago de Colón o las islas Galápagos que conforma una cuarta región ubicada a ~1000 km de la costa continental.

### Región Litoral o Costa
Desde el perfil costero hasta las estribaciones occidentales de la cordillera de los Andes. Se extiende desde el océano Pacífico hasta el piedemonte con cotas inferiores a los 1000 m s.n.m. Se encuentra conformada por llanuras, cuencas sedimentarias, zonas de piedemonte y una cordillera costanera de baja altura. Está comprendida desde el río Mataje al norte  hasta el río Zarumilla en el sur con una extensión de 2860 km, donde se encuentran bahías, cabos, canales, islas, ensenadas, golfos, puntas y playas; el ancho de esta región varía entre los 20 a unos 200 km. El clima que caracteríza la región es de un clima cálido y seco en el sur y tropical húmedo al norte, ambas influenciadas por las corrientes marítimas de El Niño y de Humboldt y la presencia de la cordillera de los Andes.

### Región Interandina o Sierra
Región dominada por los Andes, comprendida por dos hileras de montes y nevadas, además de volcanes, páramos alto-andinos, de igual forma de valles, lagunas y cumbres, entre otras. Tiene una longitud de unos 800 km y un ancho que varía entre los 100 a 200 km. El volcán Chimborazo es el punto más alto de la cordillera Occidental con una elevación de unos 6.267 m s. n. m. y el volcán Cotopaxi situado en la cordillera Central con 5.897 m s. n. m. En la Parte oriental se extiende un ramal o extensión de los Andes, y se denomina cordillera Oriental, cuando estas hileras se entrelazan forman las llamadas 'hoyas andinas' nombradas a partir del sistema hidrográfico que los baña, estos sistemas vierten tanto al océano Pacífico como al Atlántico mediante los afluentes del río Amazonas al formar valles y depresiones que a su vez forman microclimas; esta región va desde el río Carchi en el norte hasta el sur con el río Macará. Los principales sistemas hidrográficos del país nacen de las montañas y páramos de esta región.

### Región Amazónica u Oriente
Al este de la cordillera, se divide en dos zonas, alta Amazonía y las llanuras. Esta región se desarrolla a partir de los 1.000 m s. n. m. de la cordillera Oriental y se extiende hacia los límites fronterizos con Colombia y Perú en un área de unos 120.000 km2 , esta región se subdivide en dos:
- la alta amazonía, se ubican las cordilleras Napo, Galeras, Cutucú y Cóndor, con elevaciones importantes en el norte como el volcán Sumaco (3.372 m s. n. m.).
- la llanura amazónica

La región tiene una rica red hidrográfica compuesta por los ríos Putumayo, Napo y Pastaza, afluentes importantes del río Amazonas. Presenta un clima cálido, húmedo y lluvioso, con presencia de microclimas que han propiciado la proliferación de especies endémicas.

### Región Insular o Galápagos
Archipiélago de 12 islas de origen volcánico, 17 islotes y decenas de rocas expuestas, con un área de ~8010 km² en total. La mayor altitud que alcanza es dentro de la isla Isabela con 1.646 m s. n. m. El clima de la región es tropical en el primer semestre del año, posteriormente se torna fresco debido a la incidencia de la corriente de Humboldt al dar origen también a microclimas dentro de las islas, pese a ubicarse en la línea equinoccial.